# Gordon Freeman
(G-Man all'inizio di Half-Life 2)
Gordon Freeman è il personaggio principale della serie di videogiochi sparatutto in prima persona Half-Life. Egli è un fisico teorico che è stato assunto da poco al laboratorio Black Mesa Research Facility, e si ritrova inaspettatamente ad affrontare mostruose creature aliene. La serie è nota per non avere filmati che narrano la storia: tutto è visto con gli occhi di Gordon Freeman. Uno dei suoi tratti caratterizzanti è di essere estremamente taciturno. Spesso viene raffigurato con un piede di porco in mano, un oggetto che nel gioco ha molte occasioni di utilizzo.
Il nome Freeman venne scelto dalla Valve Corporation in omaggio al vero fisico anglo-statunitense Freeman Dyson.

## Biografia
Gordon Freeman è nato a Seattle. Fin da piccolo la sua ossessione erano i teletrasporti; i suoi eroi da ragazzo erano Albert Einstein, Stephen Hawking e Richard Feynman e le sue materie di studio preferite sono la Fisica Teorica e la Relatività. All'inizio del videogioco, Gordon ha 27 anni e si è laureato all'università di Innsbruck (Austria) e ha ottenuto il PhD al MIT. Successivamente, il suo mentore al MIT, il prof. Isaac Kleiner, ha voluto che Gordon lavorasse a Black Mesa presso i laboratori di ricerca. Gordon accettò l'incarico di ricercatore al laboratorio "Materiali Anomali", convinto della sua scelta. Quando Gordon iniziò a lavorare, conobbe Barney Calhoun, una guardia di sicurezza, con cui costruirà una solida amicizia.

### Half-life

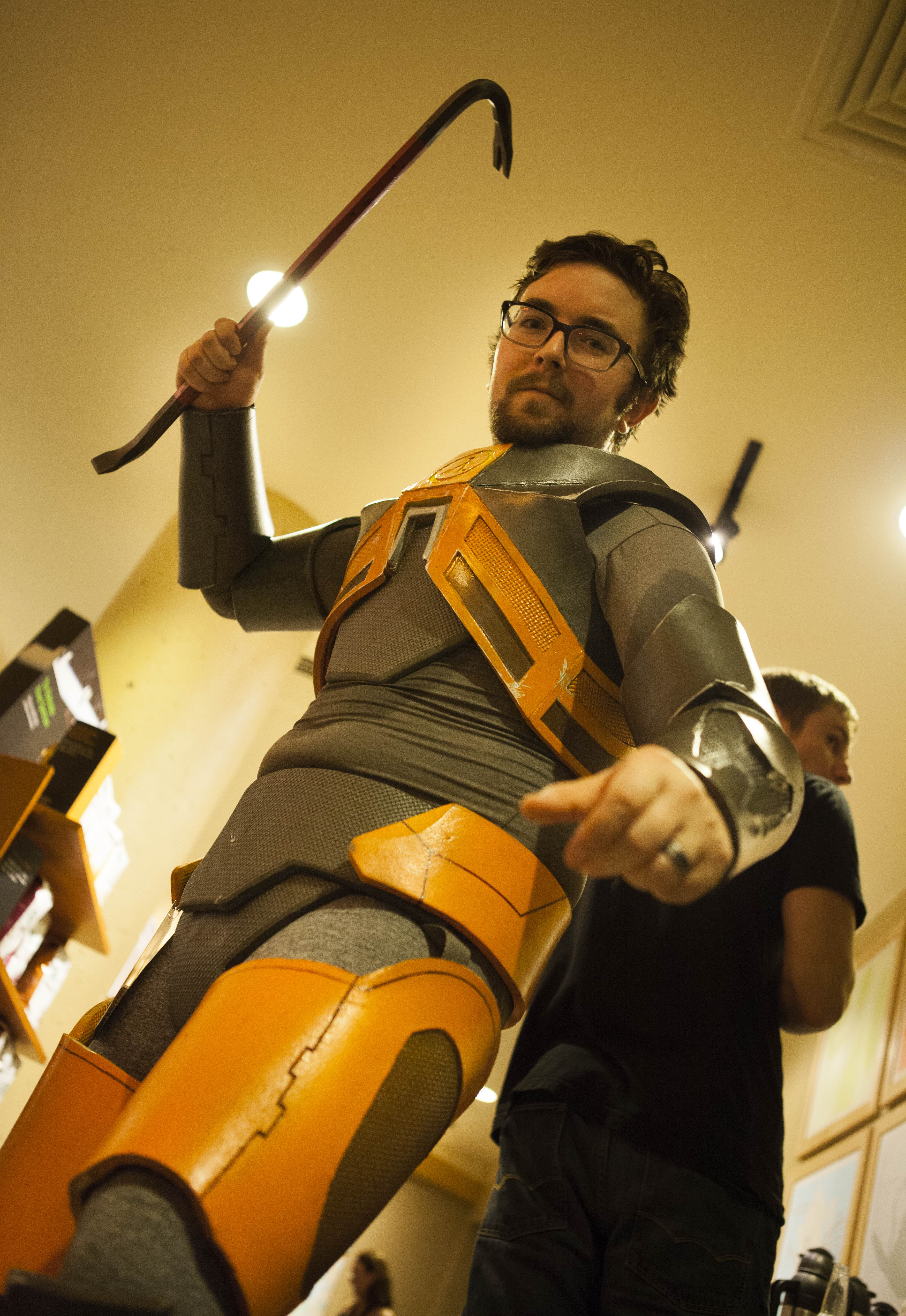
Un cosplay di Gordon Freeman al Dragon Con 2012

Quando ci fu il disastro di Black Mesa, Gordon si trovava nella camera di collaudo per testare un campione di un materiale sconosciuto. L'amministratore Wallace Breen volle che lo spettrometro fosse portato al 105%, per motivi top-secret. Questa scelta portò ad una cascata di risonanza che causò l'apertura di un portale dimensionale e alla successiva invasione aliena da una dimensione sconosciuta. L'intera struttura venne devastata da esplosioni e scosse. Conseguentemente perirono diversi scienziati e guardie di sicurezza all'interno della base. Gordon si mise in fuga dal laboratorio, alla ricerca di un'uscita verso la superficie. Durante il difficile percorso all'interno del complesso semidistrutto, con ascensori e sistemi idrici fuori uso, Freeman fronteggiò le spaventose creature aliene, uccidendole usando le armi delle guardie di sicurezza ormai senza vita. Poco prima di giungere in superficie, entrò in contatto con un gruppo di militari che inaspettatamente aprirono il fuoco contro di lui e contro i pochi scienziati sopravvissuti. La situazione era chiara: i militari non erano arrivati per portare soccorso, ma per eliminare alieni e superstiti, e quindi liquidare la crisi, insabbiandola per sempre. In una fase del gioco si vede che il protagonista viene catturato dai soldati, ma fugge dopo essere stato gettato ancora vivo in un compattatore per rifiuti. Dopo questa rocambolesca fuga, Gordon Freeman raggiunse il complesso Lambda, in una remota zona di Black Mesa. Qui Gordon trovò uno scienziato barricato in una piccola sala di controllo. Apprese quindi che esperimenti per il teletrasporto erano attivi già da tempo. L'energia per tali esperimenti proveniva da un reattore, in quel momento inattivo dopo l'incidente. Gordon riattivò il reattore e il suo sistema di raffreddamento, sperimentando in prima persona il teletrasporto per raggiungere stanze del complesso, altrimenti inaccessibili. Subito dopo un'altra squadra scientifica lo informò che non soltanto erano già stati effettuati esperimenti di teletrasporto, ma che si era già a conoscenza dell'esistenza di Xen, il luogo da dove arrivavano le misteriose e letali creature aliene. Era opinione degli scienziati che esistesse su Xen un'entità dotata di intelligenza che in quel momento stava consapevolmente mantenendo aperta la fessura dimensionale. L'eliminazione di questa entità, di nome Nihilant, avrebbe posto fine all'invasione. L'unico modo per raggiungere questo obiettivo era che Gordon venisse teletrasportato su Xen. Giunto sul pianeta sconosciuto, il protagonista riuscì finalmente ad uccidere Nihilant. Successivamente venne catturato da uno strano personaggio con valigetta, il G-Man che lo pose in stasi, fino al successivo capitolo Half-Life 2.

### Half-Life 2
Passarono diversi anni dall'incidente di Black Mesa, e finalmente Gordon Freeman uscì dalla stasi per mano del G-man. Gordon si ritrovò su un treno diretto ad una città sconosciuta: City 17. Qui trovò degli strani soldati, i Combine, dall'aspetto sinistro. La città si presentò dominata da questi militari e su di essa incombeva una gigantesca costruzione metallica, chiamata "la Cittadella", struttura di chiara origine aliena. Da svariati schermi giganti, Gordon seppe che l'amministratore unico della città era Wallace Breen, ex amministratore di Black Mesa. Dalle testimonianze dei civili e da manifesti sparsi ovunque, apprese che durante la sua stasi la terra era stata invasa dalle forze Combine. Wallace Breen aveva negoziato una pace con gli invasori ed era stato nominato amministratore ad interim dell'intero pianeta. Gordon fu riconosciuto da Barney, una guardia di sicurezza conosciuto tempo addietro a Black Mesa, e subito indirizzato verso il gruppo di resistenza clandestina anti-alieno. Dopo una veloce fuga da una squadra di Combine, Gordon si diresse verso il laboratorio clandestino di Isaac Kleiner, assieme ad Alyx Vance (figlia di Eli Vance suo collega ai tempi di Black Mesa). Nel tentativo di teletrasportare Gordon da Eli, un granchio alieno di nome Lamarr, adottato da Kleiner, provocò un malfunzionamento delle apparecchiature e il protagonista fu costretto ad attraversare una serie di canali sorvegliati dai combine per giungere al laboratorio di Eli. Giunto finalmente a destinazione, mentre si allenava all'uso della pistola gravitazionale, venne sorpreso da un improvviso attacco Combine. A causa del crollo di alcune pareti interne al laboratorio, Gordon fu costretto a fuggire a Ravenholm, una sorta di borgo infestato da Zombi. Qui venne aiutato da un prete chiamato Padre Grigori, che gli spianò la strada verso l'uscita, attraverso le vecchie miniere. Una volta all'aperto, Gordon venne a sapere che Eli Vance era stato rapito dai Combine. Si diresse quindi verso l'ex carcere Nova Prospekt dove il dottore era rinchiuso. Dopo aver attraversato la costa ed aver incontrato alcuni uomini della resistenza, Gordon giunse a Nova Prospekt dove cercò di liberare Eli, teletrasportandolo. Ma Judith Mossman, una apparente traditrice della resistenza anti-aliena, cambiò i parametri del sistema e inviò il Dottor Vance direttamente nella Cittadella. Gordon ed Alyx invece, riuscirono a fuggire pochi secondi prima di essere catturati da un gruppo di soldati Combine e si ritrovarono nel laboratorio del dott. Kleiner. Questo teletrasporto, dell'apparente durata di pochi secondi, era in realtà durato una settimana. In questo lasso di tempo i ribelli avevano interpretato l'attacco a Nova Prospekt come un segnale di inizio della rivolta. Per le strade di City 17 si scatenarono continui scontri tra i ribelli e le forze aliene. Per sedare la rivolta questi ultimi misero in campo perfino gli Strider, degli enormi tripodi pesantemente armati con cannoni laser. Durante i combattimenti, Alyx venne rapita dai Combine, mentre Gordon cercò di infiltrarsi con successo nella Cittadella, ma venne catturato e disarmato. A questo punto della storia vi fu un colpo di scena: Judith Mossman liberò Eli, Alyx e lo stesso Gordon, mentre Breen cercò di fuggire su un altro pianeta tramite un sistema di teletrasporto alimentato ad energia oscura. Pochi secondi prima che la sua fuga avesse successo, Gordon distrusse il teletrasporto uccidendo Breen, scatenando una terribile esplosione. Ma un istante prima che l'onda d'urto travolgesse Gordon ed Alyx, il tempo si fermò e riapparve il misterioso G-man. Questi mise Freeman ancora una volta in stasi, fino alla prossima situazione di necessità.

### Half-life 2: Episode One
Dopo l'esplosione Gordon si risveglia ai piedi della Cittadella, la cui sommità è avvolta dalle fiamme. Dog lo libera dalle macerie ed immediatamente dopo incontra Alyx. Entrambi vengono informati dal dott. Kleiner via radio che la Cittadella sta per esplodere, causando così la distruzione dell'intera City 17. L'unico modo per ritardare l'evento, permettendo agli ultimi civili di evacuare la città, è entrare nel reattore e attivare alcuni dispositivi di contenimento che dovrebbero fermarne il collasso. Quindi Gordon, assieme ad Alyx, si dirige nella Cittadella ed attiva con successo il dispositivo di sicurezza. Nel frattempo Alyx recupera una registrazione video della dott.ssa Mossman e altri dati sicuramente importanti ma non ancora identificati. Usciti dalla Cittadella, incontrano Barney e lo aiutano a portare in salvo, a gruppi, i civili, presso una stazione ferroviaria dove c'è un treno che li attende. Gordon ed Alyx, essendo ricercati dai Combine, per non attirarli verso i civili, prendono un treno diverso. Mentre si allontanano la Cittadella esplode ed il loro treno viene investito dall'onda d'urto.

### Half-life 2: Episode Two
Il treno con il quale si stavano allontanando da City 17 è deragliato e Gordon ed Alyx devono proseguire a piedi. Ad una postazione radio contattano White Forest, sede delle forze ribelli, dove si trovano anche Eli Vance, il dott. Kleiner e il dott. Magnusson. Quest'ultimo intuisce che i dati in possesso di Alyx (quelli recuperati dalla Cittadella in Episode One) sono il contatto specifico del portale Combine. Grazie a questi dati è possibile emettere un segnale via satellite per chiudere il portale. Arrivare a White Forest diventa adesso la priorità assoluta. Durante il percorso Alyx rimane ferita molto gravemente da un Hunter Combine. Fortunatamente un Vortigaunt recupera il suo corpo e, tramite un rituale che richiede dell'estratto di larva (rubato alla guardiana Formicaleone) e la presenza di un umano (casualmente Gordon), riesce a guarire Alyx. Ripreso il cammino, dopo aver affrontato Hunter, subìto agguati da parte dei Combine, attraversato aree infestate dagli zombi, giungono infine a White Forest dove incontrano Eli, il dott. Kleiner e il dott. Magnussons, il principale artefice del razzo nonché inventore di una nuova arma contro gli Strider. La base viene attaccata da un contingente di Strider accompagnati da Hunter, che necessariamente bisogna abbattere per poter lanciare il razzo. Dopo il lancio del razzo e l'attivazione del segnale, è subito visibile l'effetto: il grande portale che fuoriusciva dalle rovine della Cittadella si chiude. Ma dopo le esultanze per la riuscita dell'impresa, accade un fatto inaspettato: due Advisor Combine immobilizzano Gordon ed Alyx, e uccidono Eli. Solo grazie all'intervento di Dog, Gordon ed Alyx si salvano.

## Giudizio della critica
Gordon Freeman divenne presto e rimane ancora uno dei personaggi di videogiochi più popolare di tutti i tempi. Nel 2008, Australian 360 Magazine lo posizionò al sedicesimo posto della classifica dei migliori eroi per videogiochi per Xbox, commentando che «nessuno ha fatto più della Valve per aumentare la reputazione dei fisici teorici», mentre GameDaily nel 2009 lo prese come esempio per la sua lista dei 25 "tipi forti e taciturni" dei videogiochi.
La rivista statunitense Empire, specializzata di solito in cinema, nel 2010 stilò l'elenco dei cinquanta personaggi dei videogiochi più noti della storia, posizionando Gordon alla prima posizione, subito prima di Mario, motivando la scelta in questo modo: «il personaggio è la quintessenza della fantasia geek», che «è diventato un'icona dei videogiochi, anche grazie all'apoteosi degli sparatutto in prima persona».
La rivista Play Generation classificò Gordon Freeman come il "ceffo più rivoluzionario" dei videogiochi usciti su PlayStation 2.